# كليندامايسين/تريتينوين
زيانا Zianaهو منتج مركب من مضاد حيوي لينكوزاميد والريتينوئيد يوصف للعلاج الموضعي للعد الشائع لدى المرضى في 12 من العمر وأكبر.

## آلية التأثير
- يكبح الكلينداميسين اصطناع البروتين الجرثومي.أظهر الكلينداميسين فعالية في الزجاج in-vitro ضد جراثيم العد Propionibacterium acnes، وهي متعضية تترافق مع العد الشائع. وعلى الرغم من ذلك، فإن قدرته السريرية على التأثير المضاد لجراثيم P. acnes لم تُجرى عليها اختبارات سريرية في منتج .ZIANA® Gel
- سجلت مقاومة P. acnes للكليندامايسين، وهذه المقاومة تترافق غالباً مع مقاومة الإريثرومايسين.
- إنّ آلية تأثير الترتينوين غير معروفة، ويقترح الدليل الحالي أنّ الترتينوين الموضعي يقلل تماسك الخلايا الظهارية الجريبية مع تراجع في تشكل الزؤان المكروي.
- بالإضافة إلى ذلك، يحفز الترتينوين النشاط التفتلي والانقلاب (التحول) المتزايد للخلايا الظهارية الجريبية. ولهذا فإنّ Ziana جل فعال ضد كل من المشاكل الاتهابية مثل البثور والحطاطات، والرؤوس السوداء والبثور غير الالتهابية.

## الجرعة وطريقة الاستعمال
- في وقت النوم:

-اغسل وجهك بلطف مع صابون معتدل وماء دافئ.
-قم بالتربيت على الجلد الجاف.
-ضع كمية بحجم حبة البازلاء من جل ZIANA على أناملك وقم بنشره على وجهك. بلطف، قم بتنعيمه ودلكه في جلدك.
-لا تضع ZIANA ® جل في عينيك أو فمك، على شفتيك، على زوايا الأنف، أو على الجروح.
- في الصباح

-قم بوضع واقي شمسي وإعادة وضعه خلال اليوم حسب الحاجة.
-لا تضع جيل ZIANA أكثر من مرة في اليوم.
-لا تستخدم الكثير من جيل ZIANA. الكثير من جيل ZIANA قد يهيج جلدك.
-لا تغسل وجهك أكثر من 2 إلى 3 مرات في اليوم. إن غسل وجهك لمرات عديدة أو القيام بحكه أو فركه من الممكن أن يزيد حب الشباب سوءا.

## الآثار الجانبية المحتملة
1. تهيُّج الجلد: ZIANA ® جل قد يسبب تهيج الجلد مثل الجفاف، احمرار، تقشير، التهاب، أو لذع. يجب إيقاف ZIANA جل واستدعاء الطبيب إذا أًبحت البشرة حمراء جدا، متورمة، متقرحة، أو متقشرة.
2. تغيير لون الجلد: قد يسبب ZIANA ® جل تغيّراً مؤقتاً في لون الجلد (يصبح أفتح أو أغمق).
3. الْتِهابُ القولون: نادراً ما يحدث، يجب إيقاف ZIANA ® جل واستدعاء الطبيب إذا تطورت أعراض الإسهال المائي الحاد، أو الإسهال الدموي.

-أخبر طبيبك حول أي أثر جانبي قد يكون مزعج بالنسية لك أو التي لا تزول بسرعة.
-هذه ليست جميع الآثار الجانبية المتعلقة بـ ZIANA Gel ، أطلب من الطبيب أو الصيدلي المزيد من المعلومات.

## التداخلات الدوائية
- يجب ألا يستخدم مع المنتجات الحاوية على الاريثرومايسين، حيث أظهرت الدراسات في الزجاج تضادا بين مضادي الجراثيم هذين. ومن غير المعروف بعد الأهمية السريرية لهذا التضاد في الزجاج.
- تجنب العلاجات أو الصوابين الكاشطة أو المنظفات أو الصوابين أو مستحضرات التجميل التي تملك تأثيراً قوياً في إحداث جفاف للجلد، والمنتجات الجلدية الحاوية على الكحول، المواد القابضة، التوابل أو المواد الحارة، الكلس. يمكن أن تزيد هذه المنتجات من تهيج الجلد إذا ما استخدمت مع جيل ZIANA.

## الاستخدام في حلات خاصة من المرضى
أخبري طبيبك:
- إذا كنتي حامل أو تخططين للحمل، إنه من غير المعروف بعد فيما إذا كان جل ziana من الممكن أن يؤذي الجنين (الفئة C للحمل).
- إذا كنتي مرضعة: إن جل ZIANA من الممكن أن يعبر حليبك ويؤذي الطفل.

## موانع الاستعمال
لا تستخدم ZIANA GEL إذا كنت:
1. تعاني من داء كرون.
2. لديك التهاب القولون تقرحي.
3. إذا تطور التهاب القولون مع الاستخدام السابق للمضادات الحيوية.

## تحذيرات وتدابير وقائية
تجنب:
- التعرض المفرط للشمس والبرد والهواء. يمكن للمناخ المتطرف الشديد أن يجفف ويحرق البشرة.
- استخدم دائماً واقيا شمسيا على البشرة المعالجة بجيل ZIANA، حتى في الأيام الغائمة.
- استخدم أغطية أخرى للحماية كالقبعة عندما تكون في الشمس.
- استخدام مصدر إشعاع شمسي أو الوقوف بغرفة مسببة للاسمرار.
- إذا أصبح وجهك ملتهباً أوقف زيانا® جيل حتى تشفى بشرتك.

## التخزين والتداول
- يحفظ في درجة 25 c (77 F)، الانزياح المسموح به إلى 15-30 C (59-86 F).
- يحفظ بعيدا عن الضوء.
- يجب الحماية من التجمد.
- يحفظ بعيدا عن متناول الأطفال.
- يحفظ بعيدا عن الحرارة.
- يحفظ في أنابيب محكمة الإغلاق.

## المصدر
http://pi.medicis.us/ziana.pdf
http://acne.about.com/od/prescriptionmedications/p/Ziana.htm%5Bوصلة+مكسورة%5D